# Weismain
Weismain là một đô thị ở huyện Lichtenfels, bắc Bayern, Đức. Đô thị Weismain có diện tích 90,14 km², dân số thời điểm ngày 31 tháng 12 năm 2006 là 4760 người. Đô thị này có cự ly 15 km về phía tây Kulmbach, và 15 km về phía đông nam Lichtenfels.